# Partit Reformista Constitucional
El Partit Reformista Constitucional (立憲改進党, Rikken Kaishin-tō) fou un partit polític del Japó. També fou conegut simplement com a Partit Reformista (改進党, Kaishin-tō).
El Partit Reformista fou creat per Shigenobu Ōkuma l'any 1882 amb l'ajuda de Ryūsuke Yano, Tsuyoshi Inukai i Yukio Ozaki. El partit rebia suport econòmic del zaibatsu Mitsubishi i un fort recolzament per part de la premsa nacional i l'intel·lectualitat urbana.
El Partit Reformista defenia l'adaptació del sistema polític japonés al d'una monarquia constitucional semblant a la britànica en el marc d'una democràcia parlamentària. Al discurs d'Ōkuma durant la cerimònia de fundació del partit, es posava èmfasi en la visió simbòlica del rol de l'Emperador en la filosofia del partit i del seu fundador. També argumentà que, aquells extremistes que defensaven la participació directa de l'Emperador en la presa de decisions polítiques estaven, de fet, posant en perill la pròpia existència de la institució imperial.
A les primeres eleccions generals de 1890, el Partit Reformista va ser la segona força en escons després del Partit Liberal Constitucional amb 43 diputats a la Cambra de Representants, la cambra baixa de la Dieta Imperial del Japó. Temps després, la línia política en mateira exterior del partit va anar fent-se més nacionalista i, en març de 1896, va fussionar-se amb altres xicotets partits per a formar el Partit Progressista.